# 竹内スグル
竹内 スグル（たけうち スグル、1962年 - ）は、神戸市出身の映像ディレクター、映画監督、カメラマンである。早稲田大学商学部卒。

## 作品

### 映画
- 乱歩地獄「火星の運河」（2005年）

### TV番組
- 地球大爆破（2000年）
- 私立探偵 濱マイク「1分間700円」（2002年）[1]
- 比類なき者（2003年）
- ケーキーズ（2008年）

### Music Video
- ACO「悦びに咲く花」
- ASIAN KUNG-FU GENERATION「未来の破片」
- bird「空の瞳」
- CHEMISTRY「It Takes Two」
- Fayray「tears」
- GLAY「Missing You」
- hitomi「MARIA」
- HYDE「Angel's tale」「evergreen」
- JUDY AND MARY「ひとつだけ」
- L'Arc〜en〜Ciel「flower」「Lies and Truth」「虹」「forbidden lover」「瞳の住人」
- MONDO GROSSO「BLZ」
- TRICERATOPS「GOING TO THE MOON」「GROOVE WALK」
- THE YELLOW MONKEY「パール」
- 杏子「イカサマ美男子 feat. リンダ」
- 槇原敬之「素直」
- レミオロメン「アイランド」[2][3]

### CM
- ユニクロ 「太極拳」
- ポカリスエット（YUKI）
- 資生堂「ff」（観月ありさ）
- サントリー
  - 「リザーブ」（木村拓哉）
  - 「北斗」（岡田准一）
  - 「フレシネ」（浜崎あゆみ、UA）
  - 「DIET」（佐藤隆太、市村正親、加藤ローサ）
- ライフ「ライフカード ハーモニカ編」（オダギリジョー）
- 日立製作所
  - 「企業」
  - 「次の医療 ライフサイエンス篇」（Cocco、ブラックジャック）
  - 「つくろう」（黒澤明）
- 自民党（小泉純一郎）
- 富士フイルム&TOWER RECORDS（坂本龍一、UA）
- タウン・アンド・カントリー（オレンジレンジ）
- 朝日新聞 「企業」
- panasonic 「企業」
- マクドナルド
  - 「quarter  pounder」（北島康介、エアロビクス、golden humberger  week、他）
- グランツーリスモ 「GT〉REAL」